# Quicash
Quicash (en quechua: Kikash) o también llamado Pampash (del quechua local significa Plano extenso) es una montaña de los andes peruanos.

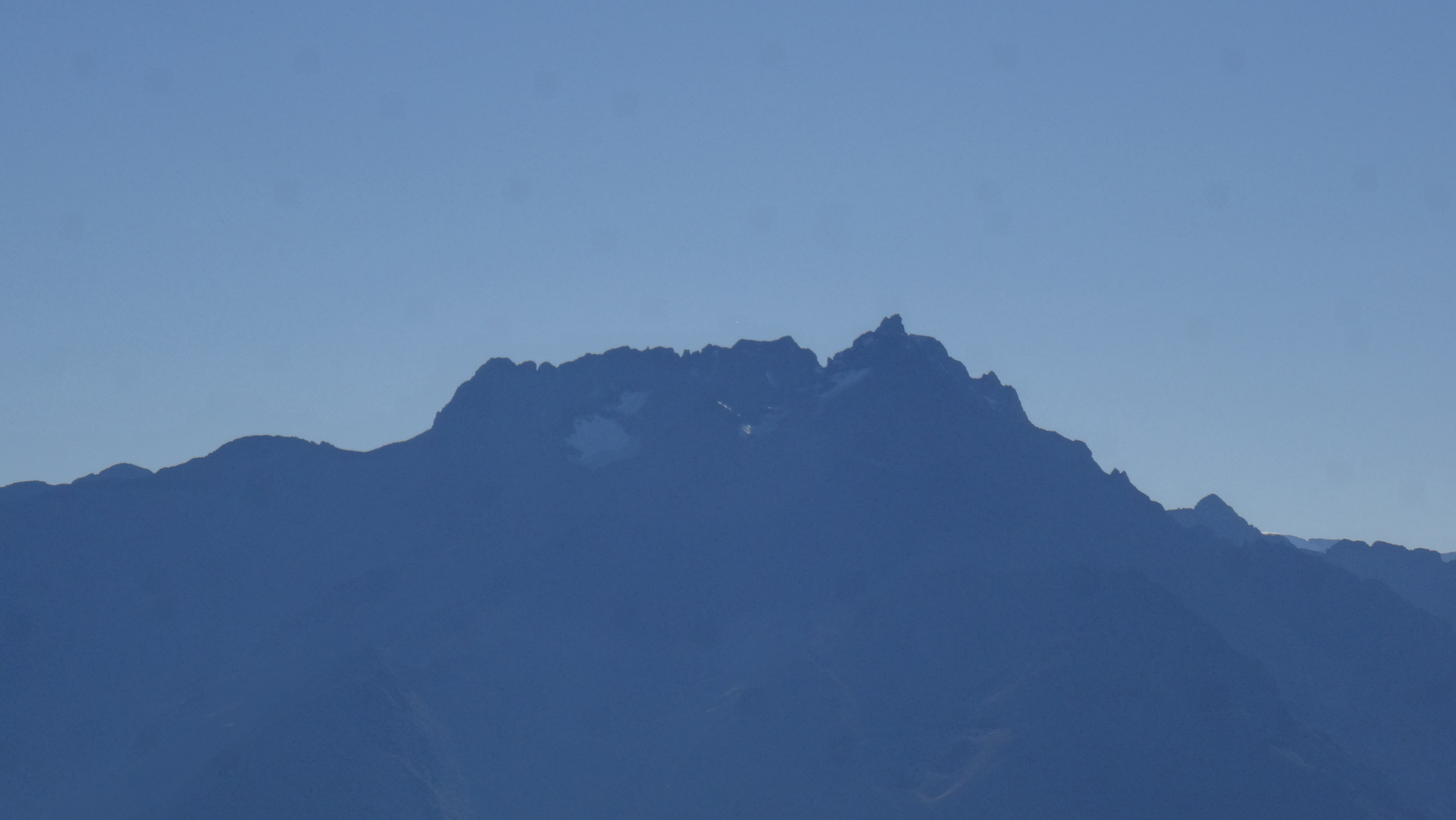
La cumbre del Quicash visto desde la cima del cerro Toca.

## Ubicación geográfica
Esta montaña se ubica al extremo sur de la cordillera de Huallanca en el distrito de Aquia dentro de la provincia ancashina de Bolognesi, con una altitud de 5338 m.